# Военный комитет национального освобождения (Мали)
Военный комитет национального освобождения Мали (фр. Comité militaire de libération nationale) — высший орган государственной власти в Мали, сформированный военными в ходе переворота 19 ноября 1968 года. Прекратил своё существование в 1979 году после перехода к конституционному правлению.

## Образование ВКНО
Военный комитет национального освобождения был окончательно сформирован ночью на 19 ноября 1968 года в ходе военного переворота, приведшего к падению социалистического режима Модибо Кейты. В его состав вошли как лейтенанты малийской армии, составившие заговор, так и офицеры, присоединившиеся к перевороту в последний момент. В связи с этим в среде ВКНО в зависимости от признаков обычно выделяют две группы. В первом варианте это  «группа лейтенантов», инициаторов переворота, и присоединившаяся к ним  «группа капитанов».
Во втором варианте это «Группа Фрежюса» (фр. Groupe de Fréjus) и «Группа Кати» (фр.  Groupe de Kati,  Groupe de l'E.M.I.A), различаемые по признаку военного учебного заведения, которое окончили их участники.
В «Группу Фрежюса» входили:
- Капитан Йоро Диаките
- Капитан Шарль Самба Сиссоко
- Капитан Мамаду Сиссоко
- Лейтенант Мусса Траоре
- Лейтенант Юссуф Траоре

Члены «группы Фрежюса» участвовали в Алжирской войне в составе французской армии и вернулись в Мали для создания национальных вооружённых сил. Из них только два лейтенанта — Мусса и Юссуф Траоре — были инициаторами заговора, остальные три офицера в более высоком звании капитана присоединились к перевороту в последний момент.
В «Группу Кати» входили:
- Лейтенант Тьекоро Багайоко (пилот)
- Лейтенант Филифен Сиссоко (штурман)
- Лейтенант Карим Дембеле (штурман)
- Лейтенант Мусса Коне (штурман)
- Лейтенант Мамаду Саного (инженер)
- Лейтенант Киссима Дукара (пехота)
- Лейтенант Баба Диарра (танкист)
- Лейтенант Жозеф Мара (артиллерист)

Члены «группы Кати» получили образование в созданной в 1963 году Общевойсковой школе в Кати, руководимой Йоро Диаките. Школа пользовалась особым доверием руководства государства и партии и готовила командные кадры для пехоты и авиации. Все члены этой группы получили военную подготовку под руководством инструктора Муссы Траоре. Почти все они с самого начала участвовали в заговоре (кроме Карима Дембеле и Муссы Коне) .
Основу ВКНО составляла «Группа Кати». Капитаны из «группы Фрежюса», присоединившиеся к перевороту в последний момент, поставили себя в заведомо подчинённое положение и в дальнейшем довольствовались вторыми ролями.

## Состав ВКНО
| Порядок            | Портрет | Имя                                                                | Звание и должность на ноябрь 1968 года                           | Избрание в состав Комитета | Отставка             | Государственный пост в 1968—1979 годах                                                          |
| ------------------ | ------- | ------------------------------------------------------------------ | ---------------------------------------------------------------- | -------------------------- | -------------------- | ----------------------------------------------------------------------------------------------- |
| Республика Мали    |         |                                                                    |                                                                  |                            |                      |                                                                                                 |
| République du Mali |         |                                                                    |                                                                  |                            |                      |                                                                                                 |
| 1.                 |         | Мусса Траоре Moussa Traoré Председатель ВКНО                       | лейтенант, инструктор Военной школы в Кати.                      | 19 ноября 1968 года        | 28 июня 1979 года    | Президент Мали (1969—1991), бригадный генерал (с 1978)                                          |
| 2.                 |         | Йоро Диаките Yoro Diakité 1-й вице-председатель ВКНО               | капитан, начальник Военной школы в Кати                          | 19 ноября 1968 года        | 27 марта 1971 года   | Премьер-министр Мали (1968—1969), министр внутренних дел, обороны и безопасности (1970—1971)    |
| 3.                 |         | Амаду Баба Диарра Baba Diarra 2-й вице-председатель ВКНО           | лейтенант бронетанковых войск                                    | 19 ноября 1968 года        | 28 июня 1979 года    | Министр финансов и торговли с 1970 года.                                                        |
| 4.                 |         | Юссуф Траоре Youssouf Traoré Комиссар по конфликтам ВКНО.          | лейтенант, командир роты, Военная школа в Кати                   | 19 ноября 1968 года        | 28 июня 1979 года    | Министр информации (с 1969)                                                                     |
| 5.                 |         | Филифен Сиссоко Filifing Sissoko Постоянный секретарь ВКНО         | лейтенант ВВС, штурман                                           | 19 ноября 1968 года        | 28 июня 1979 года    |                                                                                                 |
| 6.                 |         | Тьекоро Багайоко Tiékoro Bagayogo член ВКНО                        | лейтенант ВВС, пилот                                             | 19 ноября 1968 года        | 28 февраля 1978 года | Директор Национальной службы безопасности.                                                      |
| 7.                 |         | Жозеф Мара Joseph Mara член ВКНО                                   | лейтенант артиллерии                                             | 19 ноября 1968 года        | 2 января 1979 года   | Министр юстиции с 1970, глава Комиссии по расследованию случаев незаконного обогащения          |
| 8.                 |         | Мамаду Саного Mamadou Sanogo член ВКНО, отвечал за военные вопросы | лейтенант инженерных войск, командир роты в Сегу                 | 19 ноября 1968 года        | 28 июня 1979 года    |                                                                                                 |
| 9.                 |         | Киссима Дукара Kissima Doukara член ВКНО                           | лейтенант пехоты, начальник учебного центра Военной школы в Кати | 19 ноября 1968 года        | 28 февраля 1978 года | Министр обороны, внутренних дел и безопасности (1970—1978)                                      |
| 10.                |         | Мусса Коне Missa Koné член ВКНО                                    | лейтенант ВВС, штурман                                           | 19 ноября 1968 года        | 28 июня 1979 года    |                                                                                                 |
| 11.                |         | Карим Дембеле Karim Dembélé член ВКНО                              | лейтенант ВВС, штурман                                           | 19 ноября 1968 года        | 28 февраля 1978 года | Министр транспорта, коммуникаций и туризма с 1970 года.                                         |
| 12.                |         | Малик Диалло Malick Diallo член ВКНО, комиссар по делам информации | капитан, командир роты обеспечения Военной школы в Кати          | 19 ноября 1968 года        | 27 марта 1971 года   |                                                                                                 |
| 13.                |         | Шарль Самба Сиссоко Charles Samba Cissoko член ВКНО                | капитан ВВС, авиабаза в Тессалите                                | 19 ноября 1968 года        | 28 февраля 1978 года | Министр обороны (1968), Министр внутренних дел (1968—1970), министр иностранных дел с 1970 года |
| 14.                |         | Мамаду Сиссоко Mamadou Sissoko член ВКНО                           | капитан, командир пехотной роты в Сегу                           | 19 ноября 1968 года        | ноябрь 1968 года     | Погиб в автокатастрофе через несколько дней                                                     |

## История
Военный комитет национального освобождения, взявший власть в ноябре 1968 года, первоначально рассматривался как временный орган государственной власти, который должен был руководить страной в течение полугода, а затем провести свободные выборы и передать власть гражданскому правительству. Однако вскоре военные отказались от этих планов, отменили выборы и начали подавлять любую политическую оппозицию.
В соответствии с декретом ВКНО «О временной организации государственной власти» от 28 ноября 1968 года Комитет был объявлен высшим органом государственной власти. Его председатель одновременно являлся главнокомандующим вооружёнными силами, главой государства и правительства, назначал и увольнял министров и высших должностных лиц, ратифицировал международные соглашения. Он же назначал и увольнял судей, но при этом Верховный суд Мали продолжил функционировать, а ВКНО не стал брать на себя функции высшего судебного органа. Председатель ВКНО лично формировал местную администрацию, назначая районных комиссаров, губернаторов и окружных комендантов. Структура самого ВКНО оставалась несложной: помимо председателя в него входили заместитель (или заместители) председателя, секретарь и члены ВКНО. ВКНО «определял, направлял и контролировал общую политику Республики». Из состава членов ВКНО иногда назначались комиссары, отвечавшие за определённые направления деятельности. ВКНО первоначально руководил деятельностью Временного правительства, возглавлявшегося заместителем председателя ВКНО Йоро Диаките, а с 1969 года, когда Мусса Траоре лично возглавил кабинет, фактически взял на себя ряд правительственных функций. Многие члены ВКНО заняли ключевые министерские посты, а Комитет остался высшим исполнительным и законодательным органом, управляя страной с помощью издаваемых им ордонансов. Унаследованные от прежнего режима профсоюзы были разгромлены уже в 1970 году, когда ВКНО распустил Национальный союз трудящихся Мали, а в 1977 году были уничтожены воссозданные снизу студенческие организации.
Только через пять с лишним лет после переворота, 25 апреля 1974 года, ВКНО опубликовал проект Конституции, призванной увековечить режим М.Траоре и его соратников. На референдуме 2 июня 1974 года Конституция была принята подавляющим большинством голосов, однако она не вступила в силу в связи с началом пятилетнего переходного периода.
После прихода к власти в среде ВКНО на базе группировок Фрежюса и Кати стали выделяться две группы: умеренная, во главе с Муссой и Юсуфом Траоре и группа «ястребов», возглавляемая руководителями силовых ведомств Тьекоро Багайоко и Киссимой Дукарой. Сложно определить в деталях расхождения между этими группами, но можно сказать, что группа Траоре стремилась к проведению сравнительно мягкого курса во внутренней политике и к широте внешних контактов. В идеологическом плане группа Траоре была склонна частично использовать политическое наследие Модибо Кейты, в то время как «ястребы» откровенно ориентировались на западные страны. К примеру, в 1971 году Багайоко и Дукара отправились в поездку в США, а Мусса Траоре, как некогда Кейта, отдыхал в СССР, где был принят советскими руководителями.
К моменту перехода к конституционному правлению состав ВКНО сократился ввиду внутренних конфликтов и других причин. Многие видные деятели Комитета были изгнаны из его рядов и некоторые из них просто не дожили до 1979 года. Через несколько дней после переворота погиб в автокатастрофе Мамаду Сиссоко, в марте 1971 года были арестованы и отданы под суд Йоро Диаките и Малик Диалло. 28 февраля 1978 года внутреннее соперничество в ВКНО привело к аресту Тьекоро Байгайоко, Киссимы Дукары, Карима Дембеле, сторонников жёсткого курса. Уже в январе 1979 года арестовали Жозефа Мару. Йоро Диаките, Киссима Дукара и Тьекоро Багайоко погибли в тюрьме в Таудени.
В 1976 году ВКНО выдвинул инициативу создания правящей партии Демократический союз малийского народа и приступил к организации его структур. Только после того, как в марте 1979 года формирование ДСМН было завершено, конституция вступила в силу и в Мали были проведены всеобщие выборы. Эти события изменили структуры власти, но не её характер. Конституция закрепила однопартийность, Мусса Траоре сохранил пост президента, а члены Военного комитета национального освобождения, сложившего власть 28 июня 1979 года, пересели в партийные кресла.
За рубежом, к примеру, в СССР, режим ВКНО оценивался в целом нейтрально, подчёркивалась некоторая преемственность и взвешенность его политики, его симпатии к социализму.
В самой Мали, особенно в последние года, оценки деятельности Военного комитета национального освобождения и его членов были крайне негативными.
Амаду Сейду Траоре, опубликовавший книгу  «От ВКНО до ДСМН: 23 года лжи»  (фр.  « Du CMLN à l’UDPM, 23 ans de mensonge ») писал:  «Фашистская власть военного комитета, возглавляемого в течение 23 лет Муссой Траоре и его марионетками, была режимом национальной ликвидации»  (фр.  Le pouvoir fasciste du comité dit militaire présidé pendant 23 ans par Moussa Traoré et ses comparses, fut un régime de liquidation nationale…). Он обвинял режим ВКНО с разрушении морали и патриотических чувств, в распространении  «лени, профессиональной некомпетентности, мошенничества, наглости, бесстыдства, воровства, расхищения общественных денег, попустительства, равнодушия властей к страданиям народа, произвола, хамства»  и пр. (фр.  La paresse, l’inconscience professionnelle, les tricheries, l’effronterie, le dévergondage, le vol, les détournements de deniers publics, les passe-droits, l’indifférence du pouvoir devant les souffrances du peuple, la violence gratuite dans les rapports interpersonnels, l’incivisme…).
Членов ВКНО позднее обвиняли не только в некомпетентности и свободном обращении с финансами государства, но и в моральном разложении, которое от них распространялось на всё общество. Практически все члены нового руководства развелись со своими старыми жёнами и женились на хорошо образованных или знатных дамах из Бамако. «Хуже, задержки зарплат сделали невозможной семейную сплоченность (фр.  Pis, les retards de salaires ont rendu impossible la cohésion familial)» и столица стала свидетелем куда более аморальных поступков своих руководителей — писал малиец Амаду Хая Саного.